# 靖江金波酒
靖江金波酒是江苏靖江出产的一种以白酒为基酒的保健药酒。

## 歷史
靖江金波酒源于靖江一代王氏家族在同治年间创立的“王鉴和同记”酒坊，1950年后合并其他私人酒坊国有化成为国营靖江酿造厂，后数度易名。靖江金波酒配方先后经过了三次重大调整，第一次乃1938年时老板王道林先生，因其他酒坊如“彬兴酒店”、“豫恒公”、“大和公”、“大和全”等也产金波酒，为使本家产品更具特色，便专门请靖江名中医方完白先生对其祖传秘方验证。方完白先生据药理，结合自己行医经验，剔除了部分重复、无效的药材，增加了几味药材，将原有的51味，重定为34味。第二次是1979年3月26日，酒厂为使名牌产品金波酒更具竞争力，经邀靖江名中医孙筠溪先生，对酒中的34味中药进行再次验证后，进一步改进工艺，配制了约15%的甜蜜酒，外加15%至18%的冰糖或白砂糖，增加了酒的浓度和鲜味。第三次是1985年3月5日，酒厂为将靖江金波酒向全国销售，请了当地中医学会、各医院、医药公司等医药界的24位名医和药师聚会，再次验证了酒的药方。1990年代末工厂因市场和体制等问题陷入困境停产，2012年4月原酒厂厂长获民企江苏科海公司资助后方恢复生产。

## 成分
靖江金波酒乃以白酒为基酒，配以党参、白术、茯苓、甘草、当归、白芍、川芎、熟地黄、黄芪、佛手、藿香、丁香、砂仁、木香、麦芽、槟榔、肉桂、沉香、杜仲、熟地黄、宣木瓜、千年健等中药配制而成。